# 克里斯·奥多德
克里斯·奥多德（英語：Chris O'Dowd，1979年10月9日—）是一位愛爾蘭的演員和喜劇家，以他在英國第四頻道影集《IT狂人》中飾演的羅伊·崔尼曼一角知名。此外，他也參與了多部電影的演出，包括《小人國大歷險》、《伴娘我最大》和《40惑不惑？》等。奥多德目前創作並主演了Sky1頻道的影集《正太狂想曲》，並在《女孩我最大》、《家譜》在內的多部影集中演出。

## 早期生涯
克里斯·奥多德出生並成長於愛爾蘭羅斯康芒郡博伊爾市。母親丹尼斯（Denise）是一位咨詢顧問與心理治療師，父親西恩·奥多德（Seán O'Dowd）是平面設計師。
他曾加入羅斯康芒郡蓋爾式足球代表隊，並在1997年的一場總決賽中出場。
奧多德在都柏林大学学院主修政治與社會學，隨後轉往倫敦音樂與戲劇藝術學院就讀。他並未在都柏林大学学院取得學位，奧多德曾對該校學生報刊《College Tribune》表示：「我沒有完成我的學位。在政治學方面都沒問題，但社會學的部分我無論如何都無法產生興趣。」他曾投稿《大學觀察報》，並是校內戲劇社和文學及歷史社的活躍成員。

## 職業生涯
奥多德的演員生涯開始於英國，他參加了多部電視劇的演出，包括第四頻道的《IT狂人》、BBC 2的《紅帽》、《羅馬帝國》，以及曾獲獎的紀錄片劇集《倫敦爆炸的那年》（The Year London Blew Up）。他同時在數部愛爾蘭的電視劇中演出，包括《診所》和《Showbands》等。奥多德也參與了多部電影演出，包括《天使薇拉卓克》，以及2005年的《節慶》；他在該片中飾演喜劇演員湯米·奧杜爾（Tommy O'Dwyer），並以該角色獲頒英國電影和電視藝術學院蘇格蘭電影最佳男主角獎。奧多德在電影《時光旅行問答集》中與安娜·法瑞絲等人合演。之後他在2007年於德國電影《非常歡迎大飯店》（Hotel Very Welcome）中演出。
2009年，奧多德在電影《海盜電台》演出，該片以離岸的地下廣播電臺「卡洛琳」（Radio Caroline）為題材，奧多德所飾演的賽門（Simon）是電台早餐時段的DJ。
奥多德在電影《搖擺嬉皮士》中與席艾娜·米勒演出對手戲，劇情內容以1960年代極具開創性的雜誌《Oz》為題材，該雜誌是當代各類男性雜誌的始祖。奥多德在劇中飾演真實人物菲列克斯·丹尼斯。
在2009年4月，奥多德被選中參與《格列佛遊記》的重拍電影版本，在片中飾演愛德華上校（General Edward）。
奥多德在2010年的電影《豬頭晚餐》中演出，該片改編自法國喜劇《客人變成豬》（Le Dîner de Cons）。同時他也在電視節目《乐坛毒舌嗡嗡鸡》中登場（第21季11集），並參與英國獨立電視台的影集《FM》的演出。2010年，奧多德爲英國聖誕節喜劇節目《小餅乾》執導了一部短片，內容以他的童年生活和1984年至1988年他家中的聖誕節為藍本。2011年4月，奧多德演出BBC改編自同名小說的迷你影集《绛红雪白的花瓣》，劇中他飾演威廉·瑞克漢（William Rackham）。他也參與了2011年5月推出的好萊塢電影《伴娘我最大》的演出，飾演奈森·羅德警官（Officer Nathan Rhodes），並以該片獲頒愛爾蘭電影電視獎最佳男配角。

## 作品

### 電影
| 年份   | 片名                    | 角色                                   | 備註 |
| ------ | ----------------------- | -------------------------------------- | --- |
| 2003年 | 沈默的陰謀              | 詹姆斯（James）                        | |
| 2004年 | 天使薇拉卓克            | 席德（Sid）的客人                      | |
| 2005年 | 節慶                    | 湯米·奧杜爾（Tommy O'Dwyer）           | BAFTA蘇格蘭電影最佳男主角                                                                                        |
| 2007年 | Hotel Very Welcome      | 連恩（Liam）                           | |
| 2008年 | 如何眾叛親離            | 「後現代評論」員工                     | |
| 2009年 | 海盜電台                | 賽門·史瓦佛（Simon Swafford）          | |
| 2009年 | 時光旅行問答集          | 雷（Ray）                              | |
| 2010年 | 搖擺嬉皮士              | 菲列克斯·丹尼斯（Felix Dennis）        | |
| 2010年 | 豬頭晚餐                | 馬可（Marco）                          | |
| 2010年 | 小人國大歷險            | 愛德華上校（General Edward）           | |
| 2011年 | 伴娘我最大              | 奈森·羅德警官（Officer Nathan Rhodes） | 愛爾蘭電影電視獎最佳男配角 提名—美國演員工會獎電影最佳演出 提名—评论家选择奖最佳整體演出 提名—鳳凰獎最佳整體演出 |
| 2011年 | 孕轉六人行              | 艾利克斯（Alex）                       | |
| 2012年 | 拱猪兄弟                | 布魯斯（Bruce）                        | |
| 2012年 | 閃亮女聲                | 戴夫（Dave）                           | 澳洲電影電視藝術學院獎最佳男主角                                                                                 |
| 2012年 | 40惑不惑？              | 羅尼（Ronnie）                         | |
| 2013年 | 綠國奇兵                | Grub                                   | 配音 |
| 2013年 | 替身                    | 護士                                   | |
| 2013年 | 雷神索爾2：黑暗世界     | 理查（Richard）                        | |
| 2014年 | 神父有難                | 杰克（Jack Brennan）                   | |
| 2014年 | 騷莎大塊呆              | 朱爾（Drew）                           | |
| 2014年 | 凡奈斯的聖文森          | 吉瑞提兄弟（Brother Geraghty）         | |
| 2015年 | 是誰在造神?             | 大衛·華許（David Walsh）                          | |
| 2016年 | 吉祥物                  | Tommy（The Fist）                      | |
| 2016年 | 柏鳥小姐的奇幻世界      | 富蘭克林·波曼（Franklin Portman）      | |
| 2017年 | 不可思議的傑西卡·詹姆斯 | 布恩（Boone）                          | |
| 2017年 | 愛在愛之後              | Nicholas                               | |
| 2017年 | 情謎梵高                | 郵差魯林（Postman Roulin）             | 配音 |
| 2017年 | 莫莉遊戲                | 道格拉斯·道尼（Douglas Downey）        | |
| 2018年 | 赤裸朱麗葉              | Duncan                                 | |
| 2018年 | 末世悖論                | 瑟曼（Mundy）                          | |
| 2018年 | 維尼與我                | 跳跳虎                                 | 配音 |
| 2019年 | 如何培養一個女孩        | Alan Wilko Wilkinson                   | |
| 2021年 | 八哥                    | Jack Maynard                           | |
| 2022年 | 祕語夢境                | 菲利浦（Philip）                       | |
| 2022年 | 我爸爸的小飞龙          | Kwan                                   | |

### 電視影集
| 年份                   | 影集名稱                      | 角色                               | 備註 |
| ---------------------- | ----------------------------- | ---------------------------------- | --- |
| 2003年                 | 紅帽                          | 伯尼·梅道斯（Bernie Maddox）       | 劇集：〈Crush〉 |
| 2003年－2005年         | 診所                          | 布蘭登·達文波（Brendan Davenport） | 影集固定演員 提名—愛爾蘭電視電影獎最佳電視男配角                                                                         |
| 2005年                 | The Year London Blew Up: 1974 | 道特（Dowd）                       | 電視電影 |
| 2006年                 | Showbands II                  | 馬文·莫尼（Mervin Mooney）         | 電視電影 提名—愛爾蘭電視電影獎最佳電視男配角                                                                             |
| 2006年                 | 超級普理查先生                | 大師（Headmaster）                 | 演出兩集 |
| 2006年                 | 外科医生马丁                  | 強納森·柯茲爾（Jonathan Crozier）  | 劇集：〈On the Edge〉 |
| 2006年－2010年、2013年 | IT狂人                        | Roy Trenneman                      | 主角 |
| 2007年                 | 羅馬帝國                      | 潔斯（Jase）                       | 常設角色 |
| 2009年                 | FM                            | 林賽（Lindsay）                    | 主角 |
| 2010年                 | Little Crackers               | 演出自己 聖誕老人                  | 劇集：〈Chris O'Dowd's Little Cracker: Capturing Santa〉                                                                 |
| 2011年                 | 绛红雪白的花瓣                | 威廉·瑞克漢（William Rackham）     | 全裸演出 電視迷你影集 提名—愛爾蘭電影電視獎最佳電視演員                                                                  |
| 2011年－2012年         | 蓋酷家庭                      | 管家 參賽者 警衛                   | 配音 劇集：〈Lottery Fever〉、〈Viewer Mail #2〉                                                                         |
| 2012年 - 2013年        | 女孩我最大                    | 湯瑪士·約翰（Thomas John）         | 演出其中五集 |
| 2012年－2015年         | 正太狂想曲                    | 西恩·墨菲（Sean Murphy）           | 創作者、編劇和演員 提名—傳播媒體工會獎最佳多頻道節目 提名—愛爾蘭電影電視獎最佳戲劇類腳本 提名—愛爾蘭電影電視獎最佳男配角 |
| 2013年 - 2014年        | 怪獸大戰外星人                | 蟑螂博士（Dr. Cockroach）          | 配音 |
| 2013年                 | 家譜                          | 湯姆·查韋克（Tom Chadwick）        | 主角 |
| 2015年 - 至今          | 歡樂海鸚島                    | 旁白（Narrator）                   | 配音 |
| 2017年 - 至今          | 矮子當道／黑道好萊塢          | 邁爾斯·戴利（Miles Daly）          | 主角 |

## 外部連結
- Chris O'Dowd在互联网电影资料库（IMDb）上的資料（英文）
- 克里斯·奥多德的X（前Twitter）